# Kenny Baker (chanteur)
Pour les articles homonymes, voir Kenny Baker et Baker.
Kenneth Laurence Baker, connu sous le nom de Kenny Baker, né le 30 septembre 1912 à Monrovia en Californie et mort le 10 août 1985 à Solvang en Californie, est un chanteur et un acteur américain.

## Biographie
Il était connu pour les quelques films : Le Cabaret des étoiles (1943), Le Mikado (1939) et Un jour au cirque (1939). Reconnu plutôt beau garçon en tant qu'acteur/chanteur, il a d'abord été remarqué en tant que chanteur vedette lors des émissions de radio de Jack Benny au cours des années 1930. En 1938, il a été connu en tant qu'interprète de la chanson Our Love is Here To Stay de Louis et Ella Gershwin (1) dont Gene Kelly reprit dans le succès An american in Paris sorti en 1951 aux côtés de Leslie Caron.
Au sommet de sa renommée a la radio, il quitte le spectacle en 1939 et apparut dans une douzaine de comédies musicales (Un jour au cirque (1939), Les Demoiselles Harvey (1946)), puis devenu co-vedette avec Mary Martin dans la production originale de Broadway de Kurt Weill et d'Ogden Nash One Touch of Venus. Retraité du monde hollywoodien au début des années 1950, il est devenu un pratiquant de la Science Chrétienne et prédicateur et orateur de motivation. Il a été récompensé d'une étoile sur le Hollywood Walk of Fame pour la radio au 6329 Hollywood Boulevard à Hollywood, en Californie.

## Filmographie partielle
- 1936 : King of Burlesque de Sidney Lanfield
- 1937 : Monsieur Dodd prend l'air (Mr. Dodd Takes the Air) d'Alfred E. Green
- 1937 : Le Roi et la Figurante (The King and the Chorus Girl) de Mervyn LeRoy
- 1937 : Turn Off the Moon
- 1938 : The Goldwyn Follies de George Marshall
- 1938 : Radio City Revels de Benjamin Stoloff
- 1939 : Un jour au cirque (At the Circus) d'Edward Buzzell
- 1939 : The Mikado
- 1940 : Hit Parade of 1941 de John H. Auer
- 1943 : Doughboys in Ireland
- 1943 : Le Cabaret des étoiles (Stage Door Canteen) de Frank Borzage
- 1946 : Les Demoiselles Harvey (The Harvey Girls) de George Sidney
- 1947 : Musique aux étoiles (Calendar Girl) d'Allan Dwan